# Židovski muzej u Zagrebu
Židovski muzej u Zagrebu nalazi se u Palmotićevoj ulici na broju 16, u gradskoj četvrti Donji grad. Na istoj adresi nalaze se sinagoga, dječji vrtić Mirjam Weiller i ured Židovske općine Zagreb.
Muzej je utemeljen 2016. godine, a u njemu je izloženo više od 150 predmeta koji prate židovski krug života. Zbirka obuhvaća vrijedne primjerke sakralne umjetnosti – od metalnih i tekstilnih predmeta do ritualnih i liturgijskih objekata. Posebno mjesto zauzimaju Tore, najvrjedniji izlošci muzeja.
Među najstarijim predmetima ističu se knjige iz biblioteke Lavoslava Šika. Izložena je i najstarija knjiga u Šikovoj biblioteci Arbaa ha Turim (poznatija skraćeno kao Tur) iz Venecije iz 16. stoljeća, tiskara Giustiniani i Brigani. Ta je knjiga jedna od najvažnijih kompilacija židovskih vjerskih zakona koju je kompilirao, uredio i kodificirao rabin Jaakov ben Ašer.

## Galerija
- Pogled s ulaza
- Eksponati muzeja
- Eksponati muzeja
- Eksponati muzeja
- Eksponati muzeja
- Eksponat muzeja
- Eksponat muzeja
- Eksponat muzeja
- Eksponati muzeja
- Eksponati muzeja
- Eksponati muzeja
- Eksponati muzeja

## Vanjske poveznice
|  | Zajednički poslužitelj ima još gradiva o temi Židovski muzej u Zagrebu |

- Više informacija o muzeju, radu ŽOZ kao i o ostalim aktivnostima možete pronaći na poveznici: (hrv.)